# (1501) Baade
(1501) Baade ist ein Asteroid des Hauptgürtels, der am 20. Oktober 1938 vom deutschen Astronomen Arthur Arno Wachmann in Bergedorf entdeckt wurde.
Der Name des Asteroiden erinnert an den deutschen Astronomen Walter Baade.